# Premiul Oscar pentru cel mai bun film străin
Premiul Oscar pentru cel mai bun film străin este un premiu al Academiei Americane de Film, premiu ce se acordă anual începând cu anul 1948 în cadrul Ceremoniei de acordare a Premiilor Oscar. Până în anul 1950 s-a acordat ca un Premiu Special; între 1951 și 1956 (cu o excepție în anul 1954 când nu s-a acordat) a fost un Premiu Onorific. Începând cu anul 1957, s-a acordat ca un premiu de sine-stătător.
În aprilie 2019, reprezentanții Academiei Americane au anunțat schimbarea denumirii oficiale în "Cel mai bun lungmetraj internațional", iar numărul lungmetrajelor străine nominalizate la această categorie se va mări la zece.

## Istoric
La 16 mai 1929, când a avut loc prima ceremonie a Premiilor Oscar, pentru a onora filmele lansate în 1927-28, nu exista o categorie separată pentru filmele într-o limbă străină. Între anii 1947 și 1955, Academia a prezentat premii speciale/onorifice pentru cele mai bune filme într-o limbă străină lansate în Statele Unite. Totuși, aceste premii nu au fost înmânate în mod regulat (iar în 1953 nu a fost acordat nici un premiu) și nu erau în competiție, nu existau nominalizări, ci pur și simplu era un film câștigător pe an. Începând cu anul 1957, s-a acordat ca un premiu de sine-stătător.
Spre deosebire de alte premii ale Academiei, premiul pentru cel mai bun film străin nu este acordat unei personalități individuale. Este acceptat de regizorul filmului câștigător, dar este considerat un premiu pentru țara care a propus filmul, deși începând cu anul 2015, numele regizorului este gravat pe statuetă. De-a lungul anilor, premiul pentru cel mai bun film străin a fost acordat aproape exclusiv filmelor europene: din cele 68 de premii pentru filmele străine înmânate de către Academie din 1947, 56 au fost acordate filmelor europene, 6 filmelor asiatice, 3 filmelor africane și 3 filmelor din Americi. 
Patru dintre filmele regizorului italian Federico Fellini au câștigat Oscarul pentru cel mai bun film străin, un record care rămâne nesoluționat începând din 2015 (dacă se iau în considerare și Premii speciale, atunci recordul este deținut de compatriotul lui Fellini, Vittorio De Sica). Cea mai premiată țară străină este Italia, cu 14 premii câștigate (inclusiv 3 premii speciale) și 28 de nominalizări, în timp ce Franța este țara străină cu cele mai multe nominalizări (37 din care 12 victorii, inclusiv 3 premii speciale). Israelul este țara străină cu cel mai mare număr de nominalizări (10) fără câștigarea unui premiu, în timp ce Portugalia are cel mai mare număr de propuneri (34) fără nici o nominalizare. România a făcut 33 de propuneri din care un singur film (După dealuri) a ajuns pe lista scurtă de nouă filme din care se aleg cele 5 nominalizări.

## Eligibilitate
Spre deosebire de alte premii ale Academiei, începând cu anul 1976, Premiul pentru cel mai bun film străin nu necesită ca filmul să fi fost lansat în Statele Unite pentru a fi eligibil pentru competiție. Filmele care concurează la categoria filmului într-o limbă străină trebuie să fi fost prima dată lansate în țara care le-a propus în perioada de eligibilitate definită de regulile Academiei și trebuie să fi rulat timp de cel puțin șapte zile consecutive într-un cinematograf comercial. Perioada de eligibilitate, pentru acestă categorie de filme, diferă de cea necesară la celelalte categorii: anul definit pentru filmul străin începe de obicei și se termină înaintea anului pentru celelalte premii, ceea ce corespunde exact unui an calendaristic. De exemplu, la cea de-a 89 ediție a Premiului Oscar, termenul pentru lansarea filmului într-o limbă străină a fost în perioada 1 octombrie 2014 - 30 septembrie 2015, în timp ce calificarea pentru majoritatea celorlalte categorii s-a extins până la 31 decembrie 2015.
Deși Premiul Oscar pentru cel mai bun film străin este denumirea obișnuită în articole de ziar și pe Internet, o astfel de denumire este înșelătoare, din moment ce naționalitatea unui film contează mult mai puțin decât limba sa. Cu toate că un film trebuie să fie "străin" (adică non-american) pentru a fi nominalizat la premiu, trebuie să fie și într-o altă limbă decât engleza. Filmele străine în care majoritatea dialogului se desfășoară în limba engleză nu se pot califica la această categorie, iar Academia a aplicat de obicei această cerință foarte serios prin descalificarea filmelor care conțin prea mult dialog englez, cel mai recent caz fiind cel al filmului israelian The Band's Visit (2007). În ciuda importanței de bază a cerinței de limbă străină, a fost nominalizat un film complet fără dialog precum Le Bal (1983) la categoria filmului într-o limbă străină. 
Un alt factor descalificator este transmisia sa pe internet sau la televiziune înainte de lansarea sa în cinematografe; astfel a fost respins filmul olandez Bluebird (2004). De asemenea, un film poate fi refuzat dacă țara care îl propune a exercitat un control artistic insuficient asupra sa. Astfel, câteva filme au fost declarate neeligibile de către Academie dintre care cel mai recent este Lust, Caution (2007), înscrierea Taiwanului la ediția 80 a Premiilor Oscar. În general, descalificările au loc în faza de pre-nominalizare, cu excepția filmului A Place in the World (1992), înscrierea Uruguayului la cea de-a 65-a ediție a Academiei, care a fost descalificat din cauza controlului artistic insuficient uruguayan „după” ce a obținut o nominalizare. Acesta este singurul film care până acum a fost declarat neeligibil și eliminat din votul final, după ce a fost nominalizat la Premiul pentru cel mai bun film străin.
Începând cu Premiile Academiei din 2007 (ediția 79), filmele propuse nu mai trebuie să fie în limba oficială a țării care face propunerea.  Această cerință a împiedicat anterior țările să trimită filmele în care majoritatea dialogului a fost vorbit într-o limbă care nu era nativă pentru țara care trimite propunerea, iar directorul executiv al Academiei a menționat în mod explicit ca motiv pentru schimbarea regulii filmul italian Private (2004), care a fost descalificat pur și simplu pentru că principalele sale limbi vorbite erau araba și ebraica, nici una dintre acestea fiind limbi indigene ale Italiei. Această modificare de regulă a permis unei țări precum Canada să primească o nominalizare pentru un film în limba hindi, Water. Anterior, Canada a fost nominalizată numai pentru filme în limba franceză, deoarece filmele în cealaltă limbă oficială din Canada (în engleză) nu erau eligibile pentru această categorie. Înainte de schimbarea regulii, Canada a propus două filme în diferite limbi - filmul într-un limbaj inventat A Bullet in the Head în 1991 și filmul în inuktitut Atanarjuat: The Fast Runner în 2001. Inuktitut, unul dintre dialectele aborigene ale țării, nu este oficial în întreaga Canadă, dar a fost (și încă este) oficial în Nunavut și teritoriile de nord-vest. Nici un film nu a obținut vreo nominalizare. Schimbarea regulilor nu a afectat totuși eligibilitatea filmelor americane care nu sunt în limba engleză, și care nu sunt eligibile pentru categoria filmului într-o limbă străină din cauza naționalității. Din acest motiv, filmul american în limba japoneză Letters from Iwo Jima (2006) sau Apocalypto (2006) în limba maya nu au fost eligibile să concureze pentru cel mai bun film străin, deși ambele au fost propuse (și, în cazul filmului Letters from Iwo Jima acesta a câștigat Globul de Aur pentru cel mai bun film străin, care nu are restricții similare legate de naționalitate.

## Procesul de propunere
Fiecare țară este invitată să propună Academiei ceea ce consideră cel mai bun film. Doar un film este acceptat din fiecare țară. Desemnarea transmiterii oficiale a fiecărei țări trebuie făcută de o organizație, un juriu sau un comitet format din oameni din industria cinematografică. De exemplu, înscrierea britanică este propusă de Academia Britanică de Artă, Film și Televiziune, în timp ce înscrierea braziliană este propusă de un comitet din cadrul Ministerului Culturii. Numele membrilor grupului de selecție trebuie trimise Academiei.
După ce fiecare țară și-a desemnat înscrierea oficială, copiile subtitrate în limba engleză ale tuturor filmelor înscrise sunt trimise la Academie, unde membrii Comitetul Premiului pentru cel mai bun film străin selectează prin vot secret cele cinci nominalizări oficiale. Votarea finală a câștigătorului este limitată la membrii activi ai Academiei care au participat la prezentări cu public ale celor cinci filme nominalizate. Membrii care au vizionat înregistrările filmului numai pe videocasete sau DVD nu pot vota.  Aceste proceduri au fost ușor modificate pentru cea de-a 79-a ediție a Premiilor Oscar, când Academia a decis să instituie un proces în două etape în stabilirea candidaților: pentru prima dată în istoria premiului, lista scurtă de nouă filme a fost publicată cu o săptămână înainte de anunțarea oficială a nominalizărilor. Între timp, a fost format un comitet de treizeci de membri, care a inclus cei zece membri ai Academiei din New York, și a petrecut trei zile vizionând filmele selectate înainte de a alege cele cinci nominalizări oficiale. Locuitorii orașului care găzduiesc cea de-a doua cea mai mare industrie cinematografică a Statelor Unite au avut, astfel, dreptul de a participa pentru prima dată la procesul de selecție pentru nominalizările la premiul pentru cel mai bun film străin. 

## Câștigători și nominalizați
În tabelul de mai jos, anii sunt menționați conform convenției Academiei și corespund, în general, cu anul lansării filmului; ceremoniile se desfășoară întotdeauna în anul următor. Filmele cu caractere îngroșate și cu fundal albastru închis au fost câștigătoare, celelalte reprezintă nominalizări. Coloana "Țara care a prezentat propunerea" indică țara care a transmis în mod oficial filmul Academiei și nu indică neapărat țara principală de producție a filmului. Sunt menționate, de asemenea, titlurile originale ale filmelor, precum și numele regizorilor.
Atunci când în film se folosesc mai multe limbi, cea predominantă este întotdeauna afișată prima. Când titlul original al filmului este într-o limbă care utilizează un alfabet non-latin, mai întâi este transliterat în alfabetul latin și apoi scris în alfabetul original.
| Award winner | Premiu special/onorific (1947–1955) |

### Anii 1940
| An               | Titlul filmului folosit la nominalizare | Titlul original     | Regizor(i)       | Țara care a prezentat propunerea |
| ---------------- | --------------------------------------- | ------------------- | ---------------- | -------------------------------- |
| 1947 (Ediția 20) | Sciuscia [C]                            | Sciuscià            | Vittorio De Sica | Italia                           |
| 1948 (Ediția 21) | Monsieur Vincent [D]                    | Monsieur Vincent    | Maurice Cloche   | Franța                           |
| 1949 (Ediția 22) | Hoți de biciclete [E]                   | Ladri di biciclette | Vittorio De Sica | Italia                           |

### Anii 1950
| An               | Titlul filmului folosit la nominalizare | Titlul original                                                                             | Regizor(i)             | Țara care a prezentat propunerea |
| ---------------- | --------------------------------------- | ------------------------------------------------------------------------------------------- | ---------------------- | -------------------------------- |
| 1950 (Ediția 23) | The Walls of Malapaga [F]               | franceză Au-delà des grilles italiană Le mura di Malapaga                                   | René Clément           | {co-producție} Franța Italia     |
| 1951 (Ediția 24) | Rashomon [G]                            | Rashômon 羅生門                                                                             | Akira Kurosawa         | Japonia                          |
| 1952 (Ediția 25) | Jocuri interzise [H]                    | Jeux interdits                                                                              | René Clément           | Franța                           |
| 1953 (Ediția 26) | Nu s-a acordat premiul                  | Nu s-a acordat premiul                                                                      | Nu s-a acordat premiul | Nu s-a acordat premiul           |
| 1954 (Ediția 27) | Gate of Hell [I]                        | Jigokumon 地獄門                                                                            | Teinosuke Kinugasa     | Japonia                          |
| 1955 (Ediția 28) | Samurai, The Legend of Musashi [J]      | Miyamoto Musashi 宮本武蔵                                                                   | Hiroshi Inagaki        | Japonia                          |
| 1956 (Ediția 29) | La Strada [K]                           | La Strada [K]                                                                               | Federico Fellini       | Italia                           |
| 1956 (Ediția 29) | The Captain of Köpenick [K]             | Der Hauptmann von Köpenick                                                                  | Helmut Käutner         | RFG                              |
| 1956 (Ediția 29) | Gervaise [K]                            | Gervaise                                                                                    | René Clément           | Franța                           |
| 1956 (Ediția 29) | Harp of Burma [K]                       | Biruma no tategoto ビルマの竪琴                                                             | Kon Ichikawa           | Japonia                          |
| 1956 (Ediția 29) | Qivitoq [K]                             | Qivitoq                                                                                     | Erik Balling           | Danemarca                        |
| 1957 (Ediția 30) | Nights of Cabiria                       | Le notti di Cabiria                                                                         | Federico Fellini       | Italia                           |
| 1957 (Ediția 30) | The Devil Strikes at Night              | Nachts, wenn der Teufel kam                                                                 | Robert Siodmak         | RFG                              |
| 1957 (Ediția 30) | Gates of Paris                          | Porte des Lilas                                                                             | René Clair             | Franța                           |
| 1957 (Ediția 30) | Mama India                              | Mother India Hindi: मदर इण्डिया                                                                | Mehboob Khan           | India                            |
| 1957 (Ediția 30) | Nine Lives                              | Ni liv                                                                                      | Arne Skouen            | Norvegia                         |
| 1958 (Ediția 31) | Unchiul meu                             | Mon oncle                                                                                   | Jacques Tati           | Franța                           |
| 1958 (Ediția 31) | Arms and the Man                        | Helden                                                                                      | Franz Peter Wirth      | Germania de Vest                 |
| 1958 (Ediția 31) | Răzbunarea                              | La venganza                                                                                 | Juan Antonio Bardem    | Spania                           |
| 1958 (Ediția 31) | The Road a Year Long                    | italiană La strada lunga un anno sârbo-croată Cesta duga godinu dana Цеста дуга годину дана | Giuseppe De Santis     | Iugoslavia                       |
| 1958 (Ediția 31) | The Usual Unidentified Thieves          | I soliti ignoti                                                                             | Mario Monicelli        | Italia                           |
| 1959 (Ediția 32) | Black Orpheus                           | Orfeu Negro                                                                                 | Marcel Camus           | Franța                           |
| 1959 (Ediția 32) | Podul                                   | Die Brücke                                                                                  | Bernhard Wicki         | RFG                              |
| 1959 (Ediția 32) | Marele război                           | La grande guerra                                                                            | Mario Monicelli        | Italia                           |
| 1959 (Ediția 32) | Paw                                     | Paw                                                                                         | Astrid Henning-Jensen  | Danemarca                        |
| 1959 (Ediția 32) | The Village on the River                | Dorp aan de rivier                                                                          | Fons Rademakers        | Țările de Jos                    |

### Anii 1960
| An               | Titlul filmului folosit la nominalizare | Titlul original                                              | Regizor(i)                                               | Țara care a prezentat propunerea |
| ---------------- | --------------------------------------- | ------------------------------------------------------------ | -------------------------------------------------------- | -------------------------------- |
| 1960 (Ediția 33) | The Virgin Spring                       | Jungfrukällan                                                | Ingmar Bergman                                           | Suedia                           |
| 1960 (Ediția 33) | Kapò                                    | Kapò                                                         | Gillo Pontecorvo                                         | Italia                           |
| 1960 (Ediția 33) | La Vérité                               | La Vérité                                                    | Henri-Georges Clouzot                                    | Franța                           |
| 1960 (Ediția 33) | Macario                                 | Macario                                                      | Roberto Gavaldón                                         | Mexic                            |
| 1960 (Ediția 33) | Al nouălea cerc                         | Deveti krug Девети круг                                      | France Štiglic                                           | Iugoslavia                       |
| 1961 (Ediția 34) | Through a Glass Darkly                  | Såsom i en spegel                                            | Ingmar Bergman                                           | Suedia                           |
| 1961 (Ediția 34) | Harry and the Butler                    | Harry og kammertjeneren                                      | Bent Christensen                                         | Danemarca                        |
| 1961 (Ediția 34) | Immortal Love                           | Eien no hito 永遠の人                                        | Keisuke Kinoshita                                        | Japonia                          |
| 1961 (Ediția 34) | The Important Man                       | Ánimas Trujano (El hombre importante)                        | Ismael Rodríguez                                         | Mexic                            |
| 1961 (Ediția 34) | Plácido                                 | Plácido                                                      | Luis García Berlanga                                     | Spania                           |
| 1962 (Ediția 35) | Sundays and Cybele                      | Les Dimanches de Ville d'Avray                               | Serge Bourguignon                                        | Franța                           |
| 1962 (Ediția 35) | Electra                                 | Ilektra Ηλέκτρα                                              | Michael Cacoyannis                                       | Grecia                           |
| 1962 (Ediția 35) | Cele patru zile ale orașului Neapole    | Le quattro giornate di Napoli                                | Nanni Loy                                                | Italia                           |
| 1962 (Ediția 35) | Keeper of Promises (The Given Word)     | O Pagador de Promessas                                       | Anselmo Duarte                                           | Brazilia                         |
| 1962 (Ediția 35) | Tlayucan                                | Tlayucan                                                     | Luis Alcoriza                                            | Mexic                            |
| 1963 (Ediția 36) | 8½                                      | 8½                                                           | Federico Fellini                                         | Italia                           |
| 1963 (Ediția 36) | Cuțitul în apă                          | Nóż w wodzie                                                 | Roman Polanski                                           | Polonia                          |
| 1963 (Ediția 36) | Los Tarantos                            | Los Tarantos                                                 | Francisco Rovira Beleta                                  | Spania                           |
| 1963 (Ediția 36) | The Red Lanterns                        | Ta Kokkina fanaria Τα κόκκινα φανάρια                        | Vasilis Georgiadis                                       | Grecia                           |
| 1963 (Ediția 36) | Twin Sisters of Kyoto                   | Koto 古都                                                    | Noboru Nakamura                                          | Japonia                          |
| 1964 (Ediția 37) | Yesterday, Today and Tomorrow           | Ieri, oggi, domani                                           | Vittorio De Sica                                         | Italia                           |
| 1964 (Ediția 37) | Raven's End                             | Kvarteret Korpen                                             | Bo Widerberg                                             | Suedia                           |
| 1964 (Ediția 37) | Sallah Shabati                          | Sallah Shabati סאלח שבתי                                     | Ephraim Kishon                                           | Israel                           |
| 1964 (Ediția 37) | Umbrelele din Cherbourg                 | Les Parapluies de Cherbourg                                  | Jacques Demy                                             | Franța                           |
| 1964 (Ediția 37) | Femeia nisipurilor                      | Suna no onna 砂の女                                          | Hiroshi Teshigahara                                      | Japonia                          |
| 1965 (Ediția 38) | Magazinul de pe strada mare             | Obchod na korze                                              | {coregizat de} Ján Kadár Elmar Klos                      | Cehoslovacia                     |
| 1965 (Ediția 38) | Blood on the Land                       | To Homa vaftike kokkino Το χώμα βάφτηκε κόκκινο              | Vasilis Georgiadis                                       | Grecia                           |
| 1965 (Ediția 38) | Dear John                               | Käre John                                                    | Lars-Magnus Lindgren                                     | Suedia                           |
| 1965 (Ediția 38) | Kwaidan                                 | Kaidan 怪談                                                  | Masaki Kobayashi                                         | Japonia                          |
| 1965 (Ediția 38) | Căsătorie în stil italian               | Matrimonio all'italiana                                      | Vittorio De Sica                                         | Italia                           |
| 1966 (Ediția 39) | Un bărbat și o femeie                   | Un homme et une femme                                        | Claude Lelouch                                           | Franța                           |
| 1966 (Ediția 39) | Bătălia pentru Alger                    | franceză La Bataille d'Alger italiană La battaglia di Algeri | Gillo Pontecorvo                                         | Italia                           |
| 1966 (Ediția 39) | Dragostea unei blonde                   | Lásky jedné plavovlásky                                      | Miloš Forman                                             | Cehoslovacia                     |
| 1966 (Ediția 39) | Faraonul                                | Faraon                                                       | Jerzy Kawalerowicz                                       | Polonia                          |
| 1966 (Ediția 39) | Three                                   | Tri Три                                                      | Aleksandar Petrović                                      | Iugoslavia                       |
| 1967 (Ediția 40) | Closely Watched Trains                  | Ostře sledované vlaky                                        | Jiří Menzel                                              | Cehoslovacia                     |
| 1967 (Ediția 40) | Amorul vrăjitor                         | El amor brujo                                                | Francisco Rovira Beleta                                  | Spania                           |
| 1967 (Ediția 40) | Am întâlnit țigani fericiți             | Skupljači perja Скупљачи перја                               | Aleksandar Petrović                                      | Iugoslavia                       |
| 1967 (Ediția 40) | A trăi pentru a trăi                    | Vivre pour vivre                                             | Claude Lelouch                                           | Franța                           |
| 1967 (Ediția 40) | Portrait of Chieko                      | Chieko-sho 智恵子抄                                          | Noboru Nakamura                                          | Japonia                          |
| 1968 (Ediția 41) | Război și pace                          | Voyna i mir Война и мир                                      | Serghei Bondarciuk                                       | Uniunea Sovietică                |
| 1968 (Ediția 41) | Băieții din strada Pál                  | A Pál-utcai fiúk                                             | Zoltán Fábri                                             | Ungaria                          |
| 1968 (Ediția 41) | Balul pompierilor                       | Hoří, má panenko                                             | Miloš Forman                                             | Cehoslovacia                     |
| 1968 (Ediția 41) | Fata cu pistolul                        | La ragazza con la pistola                                    | Mario Monicelli                                          | Italia                           |
| 1968 (Ediția 41) | Sărutări furate                         | Baisers volés                                                | François Truffaut                                        | Franța                           |
| 1969 (Ediția 42) | Z                                       | Z                                                            | Costa-Gavras                                             | Algeria                          |
| 1969 (Ediția 42) | Ådalen '31                              | Ådalen 31                                                    | Bo Widerberg                                             | Suedia                           |
| 1969 (Ediția 42) | Bătălia de pe Neretva                   | Bitka na Neretvi Битка на Неретви                            | Veljko Bulajić                                           | Iugoslavia                       |
| 1969 (Ediția 42) | Frații Karamazov                        | Bratya Karamazovy Братья Карамазовы                          | {coregizat de} Kirill Lavrov Ivan Pyryev Mikhail Ulyanov | Uniunea Sovietică                |
| 1969 (Ediția 42) | My Night with Maud [L]                  | Ma nuit chez Maud                                            | Eric Rohmer                                              | Franța                           |

### Anii 1970
| An               | Titlul filmului folosit la nominalizare    | Titlul original                                                         | Regizor(i)                                            | Țara care a prezentat propunerea |
| ---------------- | ------------------------------------------ | ----------------------------------------------------------------------- | ----------------------------------------------------- | -------------------------------- |
| 1970 (Ediția 43) | Investigation of a Citizen Above Suspicion | Indagine su un cittadino al di sopra di ogni sospetto                   | Elio Petri                                            | Italia                           |
| 1970 (Ediția 43) | First Love                                 | Erste Liebe                                                             | Maximilian Schell                                     | Elveția                          |
| 1970 (Ediția 43) | Hoa-Binh                                   | Hoa-Binh                                                                | Raoul Coutard                                         | Franța                           |
| 1970 (Ediția 43) | Paix Sur Les Champs                        | Paix sur les champs                                                     | Jacques Boigelot                                      | Belgia                           |
| 1970 (Ediția 43) | Tristana                                   | Tristana                                                                | Luis Buñuel                                           | Spania                           |
| 1971 (Ediția 44) | Grădinile familiei Finzi Contini           | Il giardino dei Finzi-Contini                                           | Vittorio De Sica                                      | Italia                           |
| 1971 (Ediția 44) | Dodes'ka-Den                               | Dodesukaden どですかでん                                                | Akira Kurosawa                                        | Japonia                          |
| 1971 (Ediția 44) | The Emigrants                              | Utvandrarna                                                             | Jan Troell                                            | Suedia                           |
| 1971 (Ediția 44) | The Policeman                              | Ha-Shoter Azulai השוטר אזולאי                                           | Ephraim Kishon                                        | Israel                           |
| 1971 (Ediția 44) | Ceaikovski                                 | Чайковский Ceaikovski                                                   | Igor Talankin                                         | Uniunea Sovietică                |
| 1972 (Ediția 45) | Farmecul discret al burgheziei             | Le Charme discret de la bourgeoisie                                     | Luis Buñuel                                           | Franța                           |
| 1972 (Ediția 45) | Aici zorile sunt liniștite                 | A zori zdes tikhie А зори здесь тихие                                   | Stanislav Rostoțki                                    | Uniunea Sovietică                |
| 1972 (Ediția 45) | I Love You Rosa                            | Ani Ohev Otach Rosa אני אוהב אותך רוזה                                  | Moshé Mizrahi                                         | Israel                           |
| 1972 (Ediția 45) | My Dearest Señorita                        | Mi querida señorita                                                     | Jaime de Armiñán                                      | Spania                           |
| 1972 (Ediția 45) | The New Land                               | Nybyggarna                                                              | Jan Troell                                            | Suedia                           |
| 1973 (Ediția 46) | Noaptea americană                          | La Nuit américaine                                                      | François Truffaut                                     | Franța                           |
| 1973 (Ediția 46) | The House on Chelouche Street              | Ha-Bayit Berechov Chelouche הבית ברחוב שלוש                             | Moshé Mizrahi                                         | Israel                           |
| 1973 (Ediția 46) | L'Invitation                               | L'Invitation                                                            | Claude Goretta                                        | Elveția                          |
| 1973 (Ediția 46) | The Pedestrian                             | Der Fußgänger                                                           | Maximilian Schell                                     | RFG                              |
| 1973 (Ediția 46) | Turkish Delight                            | Turks Fruit                                                             | Paul Verhoeven                                        | Țările de Jos                    |
| 1974 (Ediția 47) | Amarcord                                   | Amarcord                                                                | Federico Fellini                                      | Italia                           |
| 1974 (Ediția 47) | Cats' Play                                 | Macskajáték                                                             | Károly Makk                                           | Ungaria                          |
| 1974 (Ediția 47) | Potopul                                    | Potop                                                                   | Jerzy Hoffman                                         | Polonia                          |
| 1974 (Ediția 47) | Lacombe, Lucien                            | Lacombe Lucien                                                          | Louis Malle                                           | Franța                           |
| 1974 (Ediția 47) | The Truce                                  | La tregua                                                               | Sergio Renán                                          | Argentina                        |
| 1975 (Ediția 48) | Vânătorul din taiga                        | Дерсу Узала / Dersu Uzala                                               | Akira Kurosawa                                        | Uniunea Sovietică                |
| 1975 (Ediția 48) | Letters from Marusia                       | Actas de Marusia                                                        | Miguel Littín                                         | Mexic                            |
| 1975 (Ediția 48) | Pământul făgăduinței                       | Ziemia obiecana                                                         | Andrzej Wajda                                         | Polonia                          |
| 1975 (Ediția 48) | Sandakan No. 8                             | Sandakan hachibanshokan bohkyo サンダカン八番娼館 望郷                  | Kei Kumai                                             | Japonia                          |
| 1975 (Ediția 48) | Parfum de femeie                           | Profumo di donna                                                        | Dino Risi                                             | Italia                           |
| 1976 (Ediția 49) | Alb și negru în culori                     | La Victoire en chantant [M]                                             | Jean-Jacques Annaud                                   | Coasta de Fildeș                 |
| 1976 (Ediția 49) | Cousin, Cousine                            | Cousin, cousine                                                         | Jean-Charles Tacchella                                | Franța                           |
| 1976 (Ediția 49) | Iacob mincinosul                           | Jakob der Lügner                                                        | Frank Beyer                                           | RDG                              |
| 1976 (Ediția 49) | Nights and Days                            | Noce i dnie                                                             | Jerzy Antczak                                         | Polonia                          |
| 1976 (Ediția 49) | Seven Beauties                             | Pasqualino Settebellezze                                                | Lina Wertmüller                                       | Italia                           |
| 1977 (Ediția 50) | Madame Rosa                                | La Vie devant soi                                                       | Moshé Mizrahi                                         | Franța                           |
| 1977 (Ediția 50) | Iphigenia                                  | Ifigeneia Ιφιγένεια                                                     | Michael Cacoyannis                                    | Grecia                           |
| 1977 (Ediția 50) | Operation Thunderbolt                      | Mivtsa Yonatan מבצע יונתן                                               | Menahem Golan                                         | Israel                           |
| 1977 (Ediția 50) | A Special Day                              | Una giornata particolare                                                | Ettore Scola                                          | Italia                           |
| 1977 (Ediția 50) | Acest obscur obiect al dorinței            | franceză Cet obscur objet du désir spaniolă Ese oscuro objeto del deseo | Luis Buñuel                                           | Spania                           |
| 1978 (Ediția 51) | Get Out Your Handkerchiefs                 | Préparez vos mouchoirs                                                  | Bertrand Blier                                        | Franța                           |
| 1978 (Ediția 51) | The Glass Cell                             | Die gläserne Zelle                                                      | Hans W. Geißendörfer                                  | RFG                              |
| 1978 (Ediția 51) | Hungarians                                 | Magyarok                                                                | Zoltán Fábri                                          | Ungaria                          |
| 1978 (Ediția 51) | Viva Italia!                               | I nuovi mostri                                                          | {coregizat de} Mario Monicelli Dino Risi Ettore Scola | Italia                           |
| 1978 (Ediția 51) | Albul Bim - Ureche neagră                  | Белый Бим Чёрное ухо Belîi Bim Ciornoe uho                              | Stanislav Rostoțki                                    | Uniunea Sovietică                |
| 1979 (Ediția 52) | Toba de tinichea                           | Die Blechtrommel                                                        | Volker Schlöndorff                                    | RFG                              |
| 1979 (Ediția 52) | Domnișoarele din Wilko                     | Panny z Wilka                                                           | Andrzej Wajda                                         | Polonia                          |
| 1979 (Ediția 52) | Mama Turns a Hundred                       | Mamá cumple cien años                                                   | Carlos Saura                                          | Spania                           |
| 1979 (Ediția 52) | A Simple Story                             | Une histoire simple                                                     | Claude Sautet                                         | Franța                           |
| 1979 (Ediția 52) | To Forget Venice                           | Dimenticare Venezia                                                     | Franco Brusati                                        | Italia                           |

### Anii 1980
| An               | Titlul filmului folosit la nominalizare   | Titlul original                               | Regizor(i)                                 | Țara care a prezentat propunerea |
| ---------------- | ----------------------------------------- | --------------------------------------------- | ------------------------------------------ | -------------------------------- |
| 1980 (Ediția 53) | Moscova nu crede în lacrimi               | Москва слезам не верит Moskva slezam ne verit | Vladimir Menshov                           | Uniunea Sovietică                |
| 1980 (Ediția 53) | Confidence                                | Bizalom                                       | István Szabó                               | Ungaria                          |
| 1980 (Ediția 53) | Kagemusha                                 | Kagemusha 影武者                              | Akira Kurosawa                             | Japonia                          |
| 1980 (Ediția 53) | Ultimul metrou                            | Le Dernier Métro                              | François Truffaut                          | Franța                           |
| 1980 (Ediția 53) | The Nest                                  | El nido                                       | Jaime de Armiñán                           | Spania                           |
| 1981 (Ediția 54) | Mefisto                                   | Mefisto                                       | István Szabó                               | Ungaria                          |
| 1981 (Ediția 54) | The Boat Is Full                          | Das Boot ist voll                             | Markus Imhoof                              | Elveția                          |
| 1981 (Ediția 54) | Omul de fier                              | Człowiek z żelaza                             | Andrzej Wajda                              | Polonia                          |
| 1981 (Ediția 54) | Muddy River                               | Doro no kawa 泥の河                           | Kōhei Oguri                                | Japonia                          |
| 1981 (Ediția 54) | Three Brothers                            | Tre fratelli                                  | Francesco Rosi                             | Italia                           |
| 1982 (Ediția 55) | To Begin Again                            | Volver a empezar                              | José Luis Garci                            | Spania                           |
| 1982 (Ediția 55) | Alsino and the Condor                     | Alsino y el cóndor                            | Miguel Littín                              | Nicaragua                        |
| 1982 (Ediția 55) | Coup de Torchon ('Clean Slate')           | Coup de torchon                               | Bertrand Tavernier                         | Franța                           |
| 1982 (Ediția 55) | The Flight of the Eagle                   | Ingenjör Andrées luftfärd                     | Jan Troell                                 | Suedia                           |
| 1982 (Ediția 55) | Private Life                              | Chastnaya zhizn Частная жизнь                 | Yuli Raizman                               | Uniunea Sovietică                |
| 1983 (Ediția 56) | Fanny și Alexander                        | Fanny och Alexander                           | Ingmar Bergman                             | Suedia                           |
| 1983 (Ediția 56) | Carmen                                    | Carmen                                        | Carlos Saura                               | Spania                           |
| 1983 (Ediția 56) | Entre Nous                                | Coup de foudre                                | Diane Kurys                                | Franța                           |
| 1983 (Ediția 56) | Job's Revolt                              | Jób lázadása                                  | {coregizat de} Imre Gyöngyössy Barna Kabay | Ungaria                          |
| 1983 (Ediția 56) | Le Bal                                    | Le Bal                                        | Ettore Scola                               | Algeria                          |
| 1984 (Ediția 57) | Dangerous Moves                           | La Diagonale du fou                           | Richard Dembo                              | Elveția                          |
| 1984 (Ediția 57) | Beyond the Walls                          | Me'Ahorei Hasoragim מאחורי הסורגים            | Uri Barbash                                | Israel                           |
| 1984 (Ediția 57) | Camila                                    | Camila                                        | María Luisa Bemberg                        | Argentina                        |
| 1984 (Ediția 57) | Double Feature                            | Sesión continua                               | José Luis Garci                            | Spania                           |
| 1984 (Ediția 57) | Amintirea unei mari iubiri                | Voenno-polevoy roman Военно-полевой роман     | Piotr Todorovski                           | Uniunea Sovietică                |
| 1985 (Ediția 58) | The Official Story                        | La historia                                   | Luis Puenzo                                | Argentina                        |
| 1985 (Ediția 58) | Angry Harvest                             | Bittere Ernte                                 | Agnieszka Holland                          | RFG                              |
| 1985 (Ediția 58) | Colonel Redl                              | Oberst Redl                                   | István Szabó                               | Ungaria                          |
| 1985 (Ediția 58) | Three Men and a Cradle                    | Trois Hommes et un couffin                    | Coline Serreau                             | Franța                           |
| 1985 (Ediția 58) | Tata în călătorie de afaceri              | Otac na službenom putu Отац на службеном путу | Emir Kusturica                             | Iugoslavia                       |
| 1986 (Ediția 59) | The Assault                               | De aanslag                                    | Fons Rademakers                            | Țările de Jos                    |
| 1986 (Ediția 59) | Betty Blue                                | 37°2 le matin                                 | Jean-Jacques Beineix                       | Franța                           |
| 1986 (Ediția 59) | The Decline of the American Empire        | Le Déclin de l'empire américain               | Denys Arcand                               | Canada                           |
| 1986 (Ediția 59) | Sătucul meu                               | Vesničko má středisková                       | Jiří Menzel                                | Cehoslovacia                     |
| 1986 (Ediția 59) | '38'                                      | 38 – Auch das war Wien                        | Wolfgang Glück                             | Austria                          |
| 1987 (Ediția 60) | Festinul Babettei                         | Babettes gæstebud                             | Gabriel Axel                               | Danemarca                        |
| 1987 (Ediția 60) | Au Revoir Les Enfants (Goodbye, Children) | Au revoir les enfants                         | Louis Malle                                | Franța                           |
| 1987 (Ediția 60) | Course Completed                          | Asignatura aprobada                           | José Luis Garci                            | Spania                           |
| 1987 (Ediția 60) | The Family                                | La famiglia                                   | Ettore Scola                               | Italia                           |
| 1987 (Ediția 60) | Pathfinder                                | sami Ofelaš norvegiană Veiviseren             | Nils Gaup                                  | Norvegia                         |
| 1988 (Ediția 61) | Pelle the Conqueror                       | Pelle Erobreren                               | Bille August                               | Format:DAN                       |
| 1988 (Ediția 61) | Hanussen                                  | Hanussen                                      | István Szabó                               | Ungaria                          |
| 1988 (Ediția 61) | The Music Teacher                         | Le maître de musique                          | Gérard Corbiau                             | Belgia                           |
| 1988 (Ediția 61) | Salaam Bombay!                            | Salaam Bombay! सलाम बॉम्बे                        | Mira Nair                                  | India                            |
| 1988 (Ediția 61) | Women on the Verge of a Nervous Breakdown | Mujeres al borde de un ataque de nervios      | Pedro Almodóvar                            | Spania                           |
| 1989 (Ediția 62) | Cinema Paradiso                           | Nuovo cinema Paradiso                         | Giuseppe Tornatore                         | Italia                           |
| 1989 (Ediția 62) | Camille Claudel                           | Camille Claudel                               | Bruno Nuytten                              | Franța                           |
| 1989 (Ediția 62) | Jesus of Montreal                         | Jésus de Montréal                             | Denys Arcand                               | Canada                           |
| 1989 (Ediția 62) | Waltzing Regitze                          | Dansen med Regitze                            | Kaspar Rostrup                             | Format:DAN                       |
| 1989 (Ediția 62) | What Happened to Santiago                 | Lo que le pasó a Santiago                     | Jacobo Morales                             | Puerto Rico                      |

### Anii 1990
| An               | Titlul filmului folosit la nominalizare | Titlul original                                                             | Regizor(i)                                            | Țara care a prezentat propunerea |
| ---------------- | --------------------------------------- | --------------------------------------------------------------------------- | ----------------------------------------------------- | -------------------------------- |
| 1990 (Ediția 63) | Journey of Hope                         | Reise der Hoffnung                                                          | Xavier Koller                                         | Elveția                          |
| 1990 (Ediția 63) | Cyrano de Bergerac                      | Cyrano de Bergerac                                                          | Jean-Paul Rappeneau                                   | Franța                           |
| 1990 (Ediția 63) | Ju Dou                                  | Jú Dòu 菊豆                                                                 | {coregizat de} Zhang Yimou Yang Fengliang             | China                            |
| 1990 (Ediția 63) | The Nasty Girl                          | Das schreckliche Mädchen                                                    | Michael Verhoeven                                     | Germania                         |
| 1990 (Ediția 63) | Open Doors                              | Porte aperte                                                                | Gianni Amelio                                         | Italia                           |
| 1991 (Ediția 64) | Mediterraneo                            | Mediterraneo                                                                | Gabriele Salvatores                                   | Italia                           |
| 1991 (Ediția 64) | Children of Nature                      | Börn náttúrunnar                                                            | Friðrik Þór Friðriksson                               | Islanda                          |
| 1991 (Ediția 64) | The Elementary School                   | Obecná škola                                                                | Jan Svěrák                                            | Cehoslovacia                     |
| 1991 (Ediția 64) | The Ox                                  | Oxen                                                                        | Sven Nykvist                                          | Suedia                           |
| 1991 (Ediția 64) | Raise the Red Lantern                   | Dà Hóng Dēnglóng Gāogāo Guà 大紅燈籠高高掛                                  | Zhang Yimou                                           | Hong Kong                        |
| 1992 (Ediția 65) | Indochine                               | Indochine                                                                   | Régis Wargnier                                        | Franța                           |
| 1992 (Ediția 65) | Urga                                    | Urga Урга                                                                   | Nikita Mikhalkov                                      | Rusia                            |
| 1992 (Ediția 65) | Daens                                   | Daens                                                                       | Stijn Coninx                                          | Belgia                           |
| 1992 (Ediția 65) | A Place in the World                    | Un lugar en el mundo                                                        | Adolfo Aristarain                                     | Uruguay [O]                      |
| 1992 (Ediția 65) | Schtonk!                                | Schtonk!                                                                    | Helmut Dietl                                          | Germania                         |
| 1993 (Ediția 66) | Belle Epoque                            | Belle Epoque                                                                | Fernando Trueba                                       | Spania                           |
| 1993 (Ediția 66) | Farewell My Concubine                   | Bàwáng Bié Jī 霸王別姬                                                      | Chen Kaige                                            | Hong Kong                        |
| 1993 (Ediția 66) | Hedd Wyn                                | Hedd Wyn                                                                    | Paul Turner                                           | Regatul Unit                     |
| 1993 (Ediția 66) | The Scent of Green Papaya               | Mùi đu đủ xanh                                                              | Trần Anh Hùng                                         | Vietnam                          |
| 1993 (Ediția 66) | The Wedding Banquet                     | Xǐyàn 喜宴                                                                  | Ang Lee                                               | Taiwan                           |
| 1994 (Ediția 67) | Burnt by the Sun                        | Utomlyonnye solntsem Утомлённые солнцем                                     | Nikita Mikhalkov                                      | Rusia                            |
| 1994 (Ediția 67) | Before the Rain                         | Pred dozhdot Пред дождот                                                    | Milčo Mančevski                                       | Republica Macedonia              |
| 1994 (Ediția 67) | Eat Drink Man Woman                     | yǐn shí nán nǚ 飲食男女                                                     | Ang Lee                                               | Taiwan                           |
| 1994 (Ediția 67) | Farinelli: Il Castrato                  | Farinelli                                                                   | Gérard Corbiau                                        | Belgia                           |
| 1994 (Ediția 67) | Strawberry and Chocolate                | Fresa y chocolate                                                           | {coregizat de} Tomás Gutiérrez Alea Juan Carlos Tabío | Cuba                             |
| 1995 (Ediția 68) | Antonia's Line                          | Antonia                                                                     | Marleen Gorris                                        | Țările de Jos                    |
| 1995 (Ediția 68) | All Things Fair                         | Lust och fägring stor                                                       | Bo Widerberg                                          | Suedia                           |
| 1995 (Ediția 68) | Dust of Life                            | Poussières de vie                                                           | Rachid Bouchareb                                      | Algeria                          |
| 1995 (Ediția 68) | O Quatrilho                             | O Quatrilho                                                                 | Fábio Barreto                                         | Brazilia                         |
| 1995 (Ediția 68) | The Star Maker                          | L'uomo delle stelle                                                         | Giuseppe Tornatore                                    | Italia                           |
| 1996 (Ediția 69) | Kolya                                   | Kolja                                                                       | Jan Svěrák                                            | Cehia                            |
| 1996 (Ediția 69) | A Chef in Love                          | Shekvarebuli kulinaris ataserti retsepti შეყვარებული კულინარის 1001 რეცეპტი | Nana Dzhordzhadze                                     | Georgia                          |
| 1996 (Ediția 69) | The Other Side of Sunday                | Søndagsengler                                                               | Berit Nesheim                                         | Norvegia                         |
| 1996 (Ediția 69) | Prisoner of the Mountains               | Kavkazskiy plennik Кавказский пленник                                       | Sergei Bodrov                                         | Rusia                            |
| 1996 (Ediția 69) | Ridicule                                | Ridicule                                                                    | Patrice Leconte                                       | Franța                           |
| 1997 (Ediția 70) | Character                               | Karakter                                                                    | Mike van Diem                                         | Țările de Jos                    |
| 1997 (Ediția 70) | Beyond Silence                          | Jenseits der Stille                                                         | Caroline Link                                         | Germania                         |
| 1997 (Ediția 70) | Four Days in September                  | O Que é Isso, Companheiro?                                                  | Bruno Barreto                                         | Brazilia                         |
| 1997 (Ediția 70) | Secrets of the Heart                    | Secretos del corazón                                                        | Montxo Armendáriz                                     | Spania                           |
| 1997 (Ediția 70) | Hoțul                                   | Вор / Vor                                                                   | Pavel Ciuhrai                                         | Rusia                            |
| 1998 (Ediția 71) | Life Is Beautiful                       | La vita è bella                                                             | Roberto Benigni                                       | Italia                           |
| 1998 (Ediția 71) | Central Station                         | Central do Brasil                                                           | Walter Salles                                         | Brazilia                         |
| 1998 (Ediția 71) | Children of Heaven                      | Bacheha-Ye aseman بچه های آسمان                                             | Majid Majidi                                          | Iran                             |
| 1998 (Ediția 71) | The Grandfather                         | El abuelo                                                                   | José Luis Garci                                       | Spania                           |
| 1998 (Ediția 71) | Tango                                   | Tango, no me dejes nunca                                                    | Carlos Saura                                          | Argentina                        |
| 1999 (Ediția 72) | All About My Mother                     | Todo sobre mi madre                                                         | Pedro Almodóvar                                       | Spania                           |
| 1999 (Ediția 72) | Himalaya                                | Himalaya, l'enfance d'un chef                                               | Eric Valli                                            | Nepal                            |
| 1999 (Ediția 72) | East-West                               | Est-Ouest                                                                   | Régis Wargnier                                        | Franța                           |
| 1999 (Ediția 72) | Solomon and Gaenor                      | Solomon a Gaenor                                                            | Paul Morrison                                         | Regatul Unit                     |
| 1999 (Ediția 72) | Under the Sun                           | Under solen                                                                 | Colin Nutley                                          | Suedia                           |

### Anii 2000
| An               | Titlul filmului folosit la nominalizare | Titlul original                     | Regizor(i)                               | Țara care a prezentat propunerea |
| ---------------- | --------------------------------------- | ----------------------------------- | ---------------------------------------- | -------------------------------- |
| 2000 (Ediția 73) | Crouching Tiger, Hidden Dragon          | Wòhǔ Cánglóng 臥虎藏龍              | Ang Lee                                  | Taiwan                           |
| 2000 (Ediția 73) | Amores Perros                           | Amores perros                       | Alejandro González Iñárritu              | Mexic                            |
| 2000 (Ediția 73) | Divided We Fall                         | Musíme si pomáhat                   | Jan Hřebejk                              | Cehia                            |
| 2000 (Ediția 73) | Everybody's Famous!                     | Iedereen beroemd!                   | Dominique Deruddere                      | Belgia                           |
| 2000 (Ediția 73) | The Taste of Others                     | Le goût des autres                  | Agnès Jaoui                              | Franța                           |
| 2001 (Ediția 74) | No Man's Land                           | Ničija zemlja                       | Danis Tanović                            | Bosnia și Herțegovina            |
| 2001 (Ediția 74) | Amélie                                  | Le fabuleux destin d'Amélie Poulain | Jean-Pierre Jeunet                       | Franța                           |
| 2001 (Ediția 74) | Elling                                  | Elling                              | Petter Næss                              | Norvegia                         |
| 2001 (Ediția 74) | Lagaan                                  | Lagaan लगान                          | Ashutosh Gowariker                       | India                            |
| 2001 (Ediția 74) | Son of the Bride                        | El hijo de la novia                 | Juan J. Campanella                       | Argentina                        |
| 2002 (Ediția 75) | Nowhere in Africa                       | Nirgendwo in Afrika                 | Caroline Link                            | Germania                         |
| 2002 (Ediția 75) | The Crime of Father Amaro               | El crimen del padre Amaro           | Carlos Carrera                           | Mexic                            |
| 2002 (Ediția 75) | Hero                                    | Yīng xióng 英雄                     | Zhang Yimou                              | China                            |
| 2002 (Ediția 75) | The Man Without a Past                  | Mies vailla menneisyyttä            | Aki Kaurismäki                           | Finlanda                         |
| 2002 (Ediția 75) | Zus & Zo                                | Zus & zo                            | Paula van der Oest                       | Țările de Jos                    |
| 2003 (Ediția 76) | The Barbarian Invasions                 | Les Invasions barbares              | Denys Arcand                             | Canada                           |
| 2003 (Ediția 76) | Evil                                    | Ondskan                             | Mikael Håfström                          | Suedia                           |
| 2003 (Ediția 76) | The Twilight Samurai                    | Tasogare Seibei たそがれ清兵衛      | Yoji Yamada                              | Japonia                          |
| 2003 (Ediția 76) | Twin Sisters                            | De tweeling                         | Ben Sombogaart                           | Țările de Jos                    |
| 2003 (Ediția 76) | Želary                                  | Želary                              | Ondřej Trojan                            | Cehia                            |
| 2004 (Ediția 77) | The Sea Inside                          | Mar adentro                         | Alejandro Amenábar                       | Spania                           |
| 2004 (Ediția 77) | As It Is in Heaven                      | Så som i himmelen                   | Kay Pollak                               | Suedia                           |
| 2004 (Ediția 77) | The Chorus                              | Les choristes                       | Christophe Barratier                     | Franța                           |
| 2004 (Ediția 77) | Downfall                                | Der Untergang                       | Oliver Hirschbiegel                      | Germania                         |
| 2004 (Ediția 77) | Yesterday                               | Yesterday                           | Darrell Roodt                            | Africa de Sud                    |
| 2005 (Ediția 78) | Tsotsi                                  | Tsotsi                              | Gavin Hood                               | Africa de Sud                    |
| 2005 (Ediția 78) | The Beast in the Heart                  | La bestia nel cuore                 | Cristina Comencini                       | Italia                           |
| 2005 (Ediția 78) | Joyeux Noël                             | Joyeux Noël                         | Christian Carion                         | Franța                           |
| 2005 (Ediția 78) | Paradise Now                            | Al-Jannah al'ān الجنة الآن          | Hany Abu-Assad                           | Palestina                        |
| 2005 (Ediția 78) | Sophie Scholl – The Final Days          | Sophie Scholl - Die letzten Tage    | Marc Rothemund                           | Germania                         |
| 2006 (Ediția 79) | The Lives of Others                     | Das Leben der Anderen               | Florian Henckel von Donnersmarck         | Germania                         |
| 2006 (Ediția 79) | După nuntă                              | Efter brylluppet                    | Susanne Bier                             | Danemarca                        |
| 2006 (Ediția 79) | Days of Glory                           | Indigènes                           | Rachid Bouchareb                         | Algeria                          |
| 2006 (Ediția 79) | Pan's Labyrinth                         | El laberinto del fauno              | Guillermo del Toro                       | Mexic                            |
| 2006 (Ediția 79) | Water                                   | Water वाटर                           | Deepa Mehta                              | Canada                           |
| 2007 (Ediția 80) | The Counterfeiters                      | Die Fälscher                        | Stefan Ruzowitzky                        | Austria                          |
| 2007 (Ediția 80) | 12                                      | 12                                  | Nikita Mikhalkov                         | Rusia                            |
| 2007 (Ediția 80) | Beaufort                                | Beaufort בופור                      | Joseph Cedar                             | Israel                           |
| 2007 (Ediția 80) | Katyń                                   | Katyń                               | Andrzej Wajda                            | Polonia                          |
| 2007 (Ediția 80) | Mongol                                  | Mongol Монгол                       | Sergei Bodrov                            | Kazahstan                        |
| 2008 (Ediția 81) | Departures                              | Okuribito おくりびと                | Yōjirō Takita                            | Japonia                          |
| 2008 (Ediția 81) | The Baader Meinhof Complex              | Der Baader Meinhof Komplex          | Uli Edel                                 | Germania                         |
| 2008 (Ediția 81) | The Class                               | Entre les murs                      | Laurent Cantet                           | Franța                           |
| 2008 (Ediția 81) | Revanche                                | Revanche                            | Götz Spielmann                           | Austria                          |
| 2008 (Ediția 81) | Waltz with Bashir                       | Vals Im Bashir ואלס עם באשיר        | Ari Folman                               | Israel                           |
| 2009 (Ediția 82) | The Secret in Their Eyes                | El secreto de sus ojos              | Juan José Campanella                     | Argentina                        |
| 2009 (Ediția 82) | Ajami                                   | Ajami عجمي עג'מי                    | {coregizat de} Scandar Copti Yaron Shani | Israel                           |
| 2009 (Ediția 82) | The Milk of Sorrow                      | La teta asustada                    | Claudia Llosa                            | Peru                             |
| 2009 (Ediția 82) | A Prophet                               | Un prophète                         | Jacques Audiard                          | Franța                           |
| 2009 (Ediția 82) | The White Ribbon                        | Das weiße Band                      | Michael Haneke                           | Germania                         |

### Anii 2010
| An               | Titlul filmului folosit la nominalizare | Titlul original                              | Regizor(i)                           | Țara care a prezentat propunerea |
| ---------------- | --------------------------------------- | -------------------------------------------- | ------------------------------------ | -------------------------------- |
| 2010 (Ediția 83) | In a Better World                       | Hævnen                                       | Susanne Bier                         | Danemarca                        |
| 2010 (Ediția 83) | Biutiful                                | Biutiful                                     | Alejandro González Iñárritu          | Mexic                            |
| 2010 (Ediția 83) | Dogtooth                                | Kynodontas (Κυνόδοντας)                      | Yorgos Lanthimos                     | Grecia                           |
| 2010 (Ediția 83) | Incendies                               | Incendies                                    | Denis Villeneuve                     | Canada                           |
| 2010 (Ediția 83) | Outside the Law                         | Hors-la-loi                                  | Rachid Bouchareb                     | Algeria                          |
| 2011 (Ediția 84) | A Separation                            | Jodái-e Náder az Simin (جدایی نادر از سیمین) | Asghar Farhadi                       | Iran                             |
| 2011 (Ediția 84) | Bullhead                                | Rundskop                                     | Michael R. Roskam                    | Belgia                           |
| 2011 (Ediția 84) | Footnote                                | He'arat Shulayim (הערת שוליים)               | Joseph Cedar                         | Israel                           |
| 2011 (Ediția 84) | In Darkness                             | W ciemności                                  | Agnieszka Holland                    | Polonia                          |
| 2011 (Ediția 84) | Monsieur Lazhar                         | Monsieur Lazhar                              | Philippe Falardeau                   | Canada                           |
| 2012 (Ediția 85) | Amour                                   | Amour                                        | Michael Haneke                       | Austria                          |
| 2012 (Ediția 85) | Kon-Tiki                                | Kon-Tiki                                     | Joachim Rønning și Espen Sandberg    | Norvegia                         |
| 2012 (Ediția 85) | No                                      | No                                           | Pablo Larraín                        | Chile                            |
| 2012 (Ediția 85) | A Royal Affair                          | En kongelig affære                           | Nikolaj Arcel                        | Danemarca                        |
| 2012 (Ediția 85) | War Witch                               | Rebelle                                      | Kim Nguyen                           | Canada                           |
| 2013 (Ediția 86) | The Great Beauty                        | La grande bellezza                           | Paolo Sorrentino                     | Italia                           |
| 2013 (Ediția 86) | The Broken Circle Breakdown             | The Broken Circle Breakdown                  | Felix Van Groeningen                 | Belgia                           |
| 2013 (Ediția 86) | The Hunt                                | Jagten                                       | Thomas Vinterberg                    | Danemarca                        |
| 2013 (Ediția 86) | The Missing Picture                     | L'image manquante                            | Rithy Panh                           | Cambodia                         |
| 2013 (Ediția 86) | Omar                                    | Omar (عمر)                                   | Hany Abu-Assad                       | Palestina                        |
| 2014 (Ediția 87) | Ida                                     | Ida                                          | Paweł Pawlikowski                    | Polonia                          |
| 2014 (Ediția 87) | Leviathan                               | Левиафан                                     | Andrey Zvyagintsev                   | Rusia                            |
| 2014 (Ediția 87) | Tangerines                              | Mandariinid                                  | Zaza Urushadze                       | Estonia                          |
| 2014 (Ediția 87) | Timbuktu                                | Timbuktu                                     | Abderrahmane Sissako                 | Mauritania                       |
| 2014 (Ediția 87) | Wild Tales                              | Relatos Salvajes                             | Damián Szifrón                       | Argentina                        |
| 2015 (Ediția 88) | Son of Saul                             | Saul fia                                     | László Nemes                         | Ungaria                          |
| 2015 (Ediția 88) | Embrace of the Serpent                  | El abrazo de la serpiente                    | Ciro Guerra                          | Columbia                         |
| 2015 (Ediția 88) | Mustang                                 | Mustang                                      | Deniz Gamze Ergüven                  | Franța                           |
| 2015 (Ediția 88) | Theeb                                   | Theeb (ذيب)                                  | Naji Abu Nowar                       | Iordania                         |
| 2015 (Ediția 88) | A War                                   | Krigen                                       | Tobias Lindholm                      | Danemarca                        |
| 2016 (Ediția 89) | The Salesman                            | Forushandeh (فروشنده)                        | Asghar Farhadi                       | Iran                             |
| 2016 (Ediția 89) | Land of Mine                            | Under sandet                                 | Martin Zandvliet                     | Danemarca                        |
| 2016 (Ediția 89) | A Man Called Ove                        | En man som heter Ove                         | Hannes Holm                          | Suedia                           |
| 2016 (Ediția 89) | Tanna                                   | Tanna                                        | Martin Butler și Bentley Dean        | Australia                        |
| 2016 (Ediția 89) | Toni Erdmann                            | Toni Erdmann                                 | Maren Ade                            | Germania                         |
| 2017 (Ediția 90) | A Fantastic Woman                       | Una mujer fantástica                         | Sebastián Lelio                      | Chile                            |
| 2017 (Ediția 90) | Loveless                                | Nelyubov (Нелюбовь)                          | Andrey Zvyagintsev                   | Rusia                            |
| 2017 (Ediția 90) | The Insult                              | L'insulte                                    | Ziad Doueiri                         | Liban                            |
| 2017 (Ediția 90) | On Body and Soul                        | Testről és lélekről                          | Ildikó Enyedi                        | Ungaria                          |
| 2017 (Ediția 90) | The Square                              | The Square                                   | Ruben Östlund                        | Suedia                           |
| 2018 (Ediția 91) | Roma                                    | Roma                                         | Alfonso Cuarón                       | Mexic                            |
| 2018 (Ediția 91) | Capernaum - Haos și speranță            | Capharnaüm (کفرناحوم)                        | Nadine Labaki                        | Liban                            |
| 2018 (Ediția 91) | Cold War                                | Zimna wojna                                  | Paweł Pawlikowski                    | Polonia                          |
| 2018 (Ediția 91) | Never Look Away                         | Werk ohne Autor                              | Florian Henckel von Donnersmarck     | Germania                         |
| 2018 (Ediția 91) | Shoplifters                             | Manbiki Kazoku (万引き家族)                  | Hirokazu Kore-eda                    | Japonia                          |
| 2019 (Ediția 92) | Parasite                                | Gisaengchung (기생충)                        | Bong Joon-ho                         | Coreea de Sud                    |
| 2019 (Ediția 92) | Corpus Christi                          | Boże Ciało                                   | Jan Komasa                           | Polonia                          |
| 2019 (Ediția 92) | Honeyland                               | Honeyland                                    | Tamara Kotevska și Ljubomir Stefanov | Macedonia de Nord                |
| 2019 (Ediția 92) | Les Misérables                          | Les Misérables                               | Ladj Ly                              | Franța                           |
| 2019 (Ediția 92) | Pain and Glory                          | Dolor y Gloria                               | Pedro Almodóvar                      | Spania                           |

### Anii 2020
| An                  | Titlul filmului folosit la nominalizare | Titlul original                             | Regizor(i)            | Țara care a prezentat propunerea | Limba                               |
| ------------------- | --------------------------------------- | ------------------------------------------- | --------------------- | -------------------------------- | ----------------------------------- |
| 2020/21 (Ediția 93) | Another Round                           | Druk                                        | Thomas Vinterberg     | Danemarca                        | Daneză / Suedeză                    |
| 2020/21 (Ediția 93) | Better Days                             | Shàonián dě nǐ (少年的你)                   | Derek Tsang           | Hong Kong                        | Mandarină / Engleză                 |
| 2020/21 (Ediția 93) | Collective                              | Colectiv                                    | Alexander Nanau       | România                          | Română / Engleză                    |
| 2020/21 (Ediția 93) | The Man Who Sold His Skin               | The Man Who Sold His Skin                   | Kaouther Ben Hania    | Tunisia                          | Arabă / Engleză Franceză / Flamandă |
| 2020/21 (Ediția 93) | Quo Vadis, Aida?                        | Quo Vadis, Aida?                            | Jasmila Žbanić        | Bosnia și Herțegovina            | Bosniacă / Engleză Sârbă / Olandeză |
| 2021 (Ediția 94)    | Drive My Car                            | Doraibu mai kā (ドライブ・マイ・カー)       | Ryusuke Hamaguchi     | Japonia                          | Japoneză                            |
| 2021 (Ediția 94)    | Flee                                    | Flugt                                       | Jonas Poher Rasmussen | Danemarca                        | Daneză                              |
| 2021 (Ediția 94)    | The Hand of God                         | È stata la mano di Dio                      | Paolo Sorrentino      | Italia                           | Italiană                            |
| 2021 (Ediția 94)    | Lunana: A Yak in the Classroom          | লুনানা                                         | Pawo Choyning Dorji   | Bhutan                           | Bhutaneză                           |
| 2021 (Ediția 94)    | The Worst Person in the World           | Verdens verste menneske                     | Joachim Trier         | Norvegia                         | Norvegiană                          |
| 2022 (Ediția 95)    | Nimic nou pe frontul de vest            | Im Westen nichts Neues                      | Edward Berger         | Germania                         | Germană / Franceză                  |
| 2022 (Ediția 95)    | Argentina, 1985                         | Argentina, 1985                             | Santiago Mitre        | Argentina                        | Spaniolă                            |
| 2022 (Ediția 95)    | Close                                   | Close                                       | Lukas Dhont           | Belgia                           | Franceză / Olandeză                 |
| 2022 (Ediția 95)    | EO                                      | IO                                          | Jerzy Skolimowski     | Polonia                          | Poloneză                            |
| 2022 (Ediția 95)    | The Quiet Girl                          | An Cailín Ciúin                             | Colm Bairéad          | Irlanda                          | Irlandeză                           |
| 2023 (Ediția 96)    | Zona de interes                         | The Zone of Interest                        | Jonathan Glazer       | Regatul Unit                     | Germană, Poloneză, Idiș             |
| 2023 (Ediția 96)    | Io capitano                             | Io capitano                                 | Matteo Garrone        | Italia                           | Franceză                            |
| 2023 (Ediția 96)    | Perfect Days                            | Perfect Days                                | Wim Wenders           | Japonia                          | Japoneză                            |
| 2023 (Ediția 96)    | Societatea zăpezii                      | La sociedad de la nieve                     | J.A. Bayona           | Spania                           | Spaniolă                            |
| 2023 (Ediția 96)    | The Teachers' Lounge                    | Das Lehrerzimmer                            | İlker Çatak           | Germania                         | Germană, Turcă, Poloneză, Engleză   |
| 2024 (Ediția 97)    | Încă sunt aici                          | Ainda estou aqui                            | Walter Salles         | Brazilia                         | Portugheză                          |
| 2024 (Ediția 97)    | Emilia Pérez                            | Emilia Pérez                                | Jacques Audiard       | Franța                           | Spaniolă                            |
| 2024 (Ediția 97)    | Flow - O pisică fără frică              | Flow                                        | Gints Zilbalodis      | Letonia                          |                                     |
| 2024 (Ediția 97)    | The Girl with the Needle                | Pigen med nålen                             | Magnus von Horn       | Danemarca                        | Daneză                              |
| 2024 (Ediția 97)    | Semințele smochinului sacru             | Dāne-ye anjīr-e ma'ābed (دانه‌ی انجیر معابد) | Mohammad Rasoulof     | Germania                         | Persană                             |